# Jarosław Maciejewski (samorządowiec)
Jarosław Zygmunt Maciejewski (ur. 2 maja 1967 w Brodnicy) – polski samorządowiec i przedsiębiorca, od 2024 wicewojewoda wielkopolski.

## Życiorys
Pochodzi z Kruszyn Szlacheckich, przeniósł się do Rudnej pod koniec lat 80. Uzyskał licencjat z zarządzania finansami przedsiębiorstwa w Wyższej Szkole Biznesu w Pile i magisterium z zarządzania w administracji w Wyższej Szkole Bankowej w Bydgoszczy. Na tej uczelni kształcił się podyplomowo w zakresie doradztwa podatkowego, ukończył też studia MBA z zarządzania administracją. W 2009 rozpoczął prowadzenie działalności gospodarczej w branży usługowej i handlowej, zajmował się m.in. aktywizacją obszarów wiejskich. Został prezesem Stowarzyszenia Sołtysów Województwa Wielkopolskiego, działał w Ochotniczej Straży Pożarnej w Rudnej.
Zaangażował się w działalność polityczną w ramach Polskiego Stronnictwa Ludowego. Został przewodniczącym rady sołeckiej i od 2007 sołtysem wsi Rudna. W kadencji 2010–2014 zasiadał w radzie gminy Złotów z ramienia własnego komitetu wyborczego, w 2014 nie uzyskał reelekcji. W 2018 wybrany do sejmiku wielkopolskiego, został jego wiceprzewodniczącym i szefem klubu radnych PSL. Kandydował w wyborach do Sejmu w 2019 i 2023. 31 stycznia 2024 powołany na stanowisko drugiego wicewojewody wielkopolskiego.